# Xã Bell Creek, Quận Burt, Nebraska
Xã Bell Creek (tiếng Anh: Bell Creek Township) là một xã thuộc quận Burt, tiểu bang Nebraska, Hoa Kỳ. Năm 2010, dân số của xã này là 239 người.